# Primera División (Schach) 1977
Die Primera División (Schach) 1977 war die höchste Spielklasse der 21. spanischen Mannschaftsmeisterschaft im Schach und wurde mit zehn Mannschaften ausgetragen. Meister wurde der Titelverteidiger CA Caja Insular de Ahorros, aus der Segunda División waren CE Olot und CA Maspalomas aufgestiegen. Beide Aufsteiger erreichten den Klassenerhalt, während CA Condal Las Palmas und CE Espanyol Barcelona absteigen mussten.
Zu den Mannschaftskadern siehe Mannschaftskader der Primera División (Schach) 1977.

## Modus
Die zehn teilnehmenden Mannschaften spielten ein einfaches Rundenturnier, die beiden Letzten stiegen ab und wurden durch die beiden Ersten der Segunda División ersetzt. Gespielt wurde an vier Brettern, über die Platzierung entschied zunächst die Anzahl der Brettpunkte (ein Punkt für einen Sieg, ein halber Punkt für ein Remis, kein Punkt für eine Niederlage), anschließend die Anzahl der Mannschaftspunkte (zwei Punkte für einen Sieg, ein Punkt für ein Unentschieden, kein Punkt für eine Niederlage).

## Termine und Spielort
Das Turnier wurde vom 18. bis 27. September im Apartotel Meliá in Alicante ausgerichtet.

## Saisonverlauf
CA Caja Insular de Ahorros musste in der 2. Runde mit einer 0,5:3,5-Niederlage gegen CE Terrassa einen Rückschlag hinnehmen, kämpfte sich aber zurück an die Tabellenspitze und gab die Führung nach der 6. Runde nicht mehr her. Im Abstiegskampf fiel die Entscheidung in der letzten Runde gegen CA Condal Las Palmas und CE Espanyol Barcelona, deren Chancen allerdings ohnehin nur theoretischer Natur waren.

## Abschlusstabelle
| Pl. | Verein                      | Sp | G | U | V | Brett-P.  | Mannsch.-P. |
| --- | --------------------------- | -- | - | - | - | --------- | ----------- |
| 01. | Caja Insular de Ahorros (M) | 9  | 7 | 1 | 1 | 24,5:11,5 | 15:3        |
| 02. | CE Terrassa                 | 9  | 5 | 2 | 2 | 22,5:13,5 | 12:6        |
| 03. | CE Olot (N)                 | 9  | 6 | 1 | 2 | 22,0:14,0 | 13:5        |
| 04. | UGA Barcelona               | 9  | 3 | 5 | 1 | 18,5:17,5 | 11:7        |
| 05. | CA Schweppes Madrid         | 9  | 2 | 5 | 2 | 18,5:17,5 | 9:9         |
| 06. | CA Maspalomas (N)           | 9  | 2 | 4 | 3 | 16,5:19,5 | 8:10        |
| 07. | Asociación Barcinona        | 9  | 2 | 3 | 4 | 16,0:20,0 | 7:11        |
| 08. | CA Peña Rey Ardid Bilbao    | 9  | 2 | 3 | 4 | 16,0:20,0 | 7:11        |
| 09. | CA Condal Las Palmas        | 9  | 1 | 3 | 5 | 14,0:22,0 | 5:13        |
| 10. | CE Espanyol Barcelona       | 9  | 1 | 1 | 7 | 11,5:24,5 | 3:15        |

### Entscheidungen
|     | spanischer Mannschaftsmeister: CA Caja Insular de Ahorros                      |
|     | Absteiger in die Segunda División: CA Condal Las Palmas, CE Espanyol Barcelona |
| (M) | Titelverteidiger                                                               |
| (N) | Vorjahresaufsteiger                                                            |

### Kreuztabelle
| Ergebnisse | Ergebnisse               | 01. | 02. | 03. | 04. | 05. | 06. | 07. | 08. | 09. | 10. |
| ---------- | ------------------------ | --- | --- | --- | --- | --- | --- | --- | --- | --- | --- |
| 01.        | Caja Insular de Ahorros  |     | ½   | 2½  | 2   | 3½  | 3   | 3½  | 3   | 3½  | 3   |
| 02.        | CE Terrassa              | 3½  |     | 1½  | 2   | 1   | 2   | 2½  | 3   | 3½  | 3½  |
| 03.        | CE Olot                  | 1½  | 2½  |     | 3   | 2   | 3   | 3½  | 1   | 3   | 2½  |
| 04.        | UGA Barcelona            | 2   | 2   | 1   |     | 2½  | 2   | 2   | 2½  | 2½  | 2   |
| 05.        | CA Schweppes Madrid      | ½   | 3   | 2   | 1½  |     | 2   | 2   | 2   | 2   | 3½  |
| 06.        | CA Maspalomas            | 1   | 2   | 1   | 2   | 2   |     | 2½  | 2   | 1   | 3   |
| 07.        | Asociación Barcinona     | ½   | 1½  | ½   | 2   | 2   | 1½  |     | 3   | 2   | 3   |
| 08.        | CA Peña Rey Ardid Bilbao | 1   | 1   | 3   | 1½  | 2   | 2   | 1   |     | 2   | 2½  |
| 09.        | CA Condal Las Palmas     | ½   | ½   | 1   | 1½  | 2   | 3   | 2   | 2   |     | 1½  |
| 10.        | CE Espanyol Barcelona    | 1   | ½   | 1½  | 2   | ½   | 1   | 1   | 1½  | 2½  |     |

## Die Meistermannschaft
| 1.            | CA Caja Insular de Ahorros                                                          |
| Schachfiguren | Bent Larsen, José Miguel Fraguela Gil, Fernando Visier Segovia, José García Padrón. |